# DF Helicopters DF334
DF Helicopters DF334 je dvosedežni enomotorni batnognani lahki helikopter italijanskega proizvajalca DF Helicopters Srl. DF334 je bil razvit na podlagi Dragon Fly 333. Helikopter je namenjen tako amaterskim kot profesionalnim pilotom. 
Leta 2010 je švicarski Swiss Avio International prevzel podjetje DF Helicopters.

## Specifikacije
- Posadka: 1 pilot
- Kapaciteta: 1 potnik
- Dolžina: 5,86 m (19 ft 3 in)
- Premer glavnega rotorja: 6,82 m (22 ft 5 in)
- Višina: 2,36 m (7 ft 9 in)
- Površina glavnega rotorja: 36,5 m2 (393 ft2)
- Prazna teža: 290 kg (640 lb)
- Gros teža: 500 kg (1100 lb)
- Motor: 1 × Rotax 914, 84 kW (115 KM)

- Največja hitrost: 148 km/h (92 mph)
- Potovalna hitrost: 120 km/h (75 mph)
- Dolet: 300 km (190 milj)
- Višina leta (servisna): 3100 m (10000 ft)
- Hitrost vzpenjanja: 6,5 m/s (1280 ft/min)